# 马威龙
马威龙（1905年—1938年5月），别字云飞，广西容县人，中华民国陆军第27军第46师第136旅少将旅长，1938年5月在兰封会战前线指挥作战时（今兰考县）被日军狙击手击中，战死殉国，时年33岁。

## 生平
1908年，马威龙出生在容县的一个书香门第家庭，自幼好学聪颖，从县高小毕业后摒弃家中长辈安排的安逸生活，毅然报考黄埔军校。
1925年，马威龙考入黄埔军校第四期，在校期间成绩优异，深受张治中赏识，1928年被授予少校军衔。北伐战争期间，马威龙随军参战，以军功升任第7军团长。1930年2月，马威龙被张治中调到教导第2师，参加中原大战，半年后返回黄埔军校任教导总队第3营营长。1933年6月，教导总队在桂永清的带领下扩编，马威龙出任教导总队第3团团长。
1937年9月，马威龙率部参加淞沪会战，以劣势装备、兵力在纱厂和苏州河畔八字桥阵地顽强抵抗日军，阵地数次易手。日军随后突破金山卫，马威龙为了防止部队被日军包围团灭，才不得不撤退。1937年12月，马威龙率部参加南京战役，不敌装备精良的日军，伤亡惨重。
1938年3月，教导总队被改编为第46师，马威龙担任该师第138旅旅长。5月，马威龙率部参加兰封会战，与时日本陆军中将土肥原贤二指挥的日军第14师团对峙。开战不久，友军桂永清怯敌逃跑，日军兵不血刃占领兰封，时第19集团军司令薛岳对此大为震惊，命令国军夺回兰封。马威龙身先士卒，率领部队猛攻兰封城南，不幸被日军狙击手击中前额，壮烈殉国。
1969年3月，马威龙入祀台北圆山忠烈祠。